# Ковалевский, Владимир Викторович
Владимир Викторович Ковалевский (род. 1946) — советский и российский государственный деятель и учёный, доктор технических наук, профессор; академик Академии менеджмента и рынка, Академии инженерных наук Украины и Российской экологической академии.

## Биография
Родился в 1946 году.
Окончил Киевский институт инженеров гражданской авиации (ныне Национальный авиационный университет) в 1969 году и Институт профессиональной оценки Финансовой академии при правительстве Российской Федерации (ныне Финансовый университет при Правительстве Российской Федерации) в 2000 году. Стажировался по вопросам стратегического управления и предпринимательства в Великобритании, Франции, Германии и США. Изучал опыт развития и государственной поддержки малого предпринимательства в Таиланде, Вьетнаме, Греции и других странах.
С 2000 года — эксперт Республиканского исследовательского научно-консультационного центра экспертизы (РИНКЦЭ). До 2007 года являлся членом совета директоров некоммерческого партнерства «Деловое консультирование», консультантом по вопросам стратегического менеджмента, реструктуризации бизнеса, маркетинга территорий.
В декабре 2007 года Ковалевский был назначен председателем комитета по экономической политике Брянской области. С июля 2008 года — временно исполняющий обязанности заместителя губернатора Брянской области — председателя комитета по экономической политике области.
Одновременно занимался преподавательской деятельностью, пройдя путь от ассистента до проректора Брянской государственной инженерно-технологической академии (ныне Брянский государственный инженерно-технологический университет).
Автор и соавтор более 400 научных и учебно-методических работ, а также 8 монографий; подготовил 29 кандидатов наук и 4 докторов наук.

## Заслуги
- Заслуженный деятель науки и техники Украины.
- Почетный работник высшего профессионального образования Российской Федерации.
- Имеет Почётные грамоты Министерств высшего профессионального образования России и Украины; Почётную грамоту Губернатора Брянской области.
- Действительный член Академии менеджмента и рынка, действительный член Российской экологической академии (Россия); действительный член Академии инженерных наук Украины.